# Саксијско баштованство
Саксијско баштованство је пракса узгоја биљака, укључујући јестиве биљке, искључиво у посудама уместо да се саде у земљу башта и вртова. У баштованству је посуда или саксија затворени и обично преносиви суд који се користи за гајење цвећа или биљака. Може бити у облику саксије, кутије, жардињере, корпе, бурета или висеће корпе. Израђује се од различитих материјала као што су керамика, стакло, глина, пластика, дрво, ратан, бетон.

## Методе
Саксије, традиционално направљене од теракоте, али сада чешће од пластике, и прозорске жардињере се најчешће користе. Саксије можемо наћи у разним бојама и величинама. Мале посуде се зову саксије. У већини случајева, овај начин узгоја се користи у украсне сврхе. Ова метода је такође корисна у областима где су земљиште или клима неприкладни за дотичну биљку или усев. Употреба саксија је такође генерално неопходна за собне биљке. Ограничени простор за узгој, или простор за узгој који је поплочан, такође може учинити ову опцију привлачном баштованима. Поред тога, овај метод је популаран за урбану хортикултуру и урбано баштованство на балконима станова и кондоминијума где баштовани немају приступ земљишту за формирање традиционалне баште.

### Врсте
Многе врсте биљака су погодне за посуде - контејнере, укључујући украсно цвеће, зачинско биље, кактусе, поврће и мало дрвеће и жбуње. Зачинско биље и ситне јестиве биљке као што су чили паприка и рукола могу се узгајати у кући, ако има довољно светла и вентилације, а на отвореним терасама може се садити и крупније поврће.
У саксијама могу да се гаје готово све врсте биљака - украсне или јестиве, једногодишње или вишегодишње, патуљасте или пењачице. Простор за гајење биљака може да се испуни слаповима летњих мириса и боја с висећих корпи или саксија на зидовима. Главно правило гајења у саксијама јесте да се изаберу биљке које највише одговарају условима места на ком ће се поставити.

### Оцеђивање
Све саксије морају на дну да имају рупу за оцеђивање. Да би се побољшала дренажа, на дно саксије се ставља грубљи материјал пре него што је мешавина земље. Користи се крупан (3 цм) шљунак, као и исцепкана амбалажа од стиропора која је погодна за рециклажу. За већину саксија довољан је слој од 4 цм дебљине.

## Садња
Посуде се крећу од једноставних пластичних саксија, преко шољица за чај, до сложених система са аутоматским заливањем. Ова флексибилност у дизајну је још један разлог зашто је баштованство у саксијама популарно међу узгајивачима. Могу се наћи на терасама, степеницама и - на урбаним локацијама - на крововима. Поднаводњаване саксије (наводњавање са дна) су тип посуда који се може користити у контејнерским баштама.

## Пресађивање
Поновно сађење је радња пресађивања биљке у саксији у већу или мању саксију. Обично се користи саксија која боље одговара коренском систему биљке. Биљке се обично поново саде у саксији према величини њиховог кореновог система. Већину биљака треба пресадити сваких неколико година, а повећање величине саксије омогућава да се величина биљке пропорционално повећа.

## Галерија
- Цвеће у саксији
- Цвеће у саксији
- Цвеће у висећој саксији
- Парадајз у саксији
- Орхидеје у саксијама